# Вольта (танец)
Вольта (итал. volta, от итал. voltare — поворачивать; фр. volte) — парный (мужчина и женщина) танец эпохи Возрождения, при исполнении которого мужчина выполняет элемент поддержки — вертит в воздухе танцующую с ним женщину (отсюда романская основа названия). Темп быстрый либо умеренно быстрый, размер 3-дольный. Возник предположительно в XVI веке.

## Общая характеристика
Относится к категории так называемых «высоких танцев», противопоставляемых менее оживлённым «низким танцам». Началу танца предшествует поклон мужчины и реверанс женщины. Требует от мужчины большой силы и ловкости, так как основной рисунок танца — подъём женщины в воздух — должен выполняться очень высоко, при этом четко и красиво. Описание вольты встречается как в самых ранних, так и более поздних исследованиях. Туано Арбо, например, называет вольту «провансальским танцем», считая, что она происходит от гальярды. В некоторых источниках вольту именуют «гальярдной вольтой», хотя темп вольты медленнее темпа гальярды.

## Происхождение термина
В танцевальной культуре эпохи позднего Средневековья и раннего Возрождения словом «вольта» называли конкретное па — полный поворот танцующих. В дальнейшем, как и в случае бранля, название отдельного характерного па распространилось на весь танец. 

## История танца
Вольта — изначально народный танец. Вскоре после своего появления стала исполняться на придворных празднествах. В XVI веке она известна во всех европейских странах, но наибольший успех имела при французском дворе. Однако при Людовике XIII французский двор вольты уже не танцует. Дольше всего этот танец сохранялся в Италии.
Немногочисленные сохранившиеся музыкальные образцы принадлежит М. Преториусу («Терпсихора», 1612), А. Ле Руа, Д. Готье, Т. Морли, У. Бёрду.